# Athenaea anonacea
Athenaea anonacea är en potatisväxtart som beskrevs av Sendt. Athenaea anonacea ingår i släktet Athenaea och familjen potatisväxter. Inga underarter finns listade i Catalogue of Life.